# Elsbett

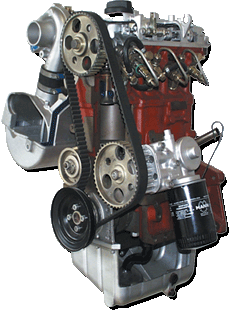
Трёхцилиндровый двигатель Elsbett

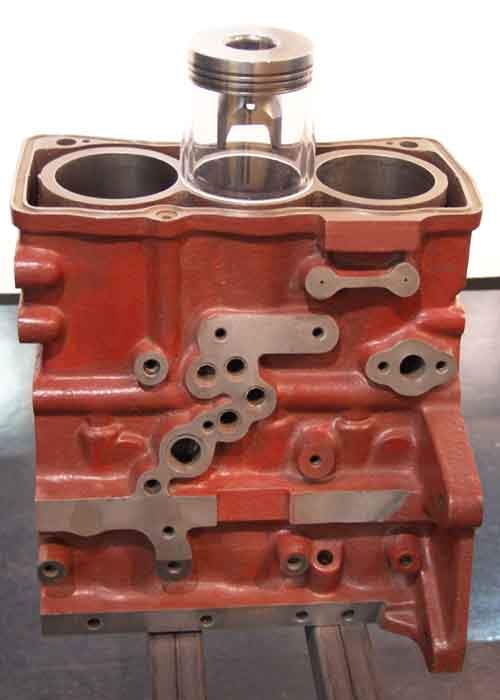
Блок цилиндров двигателя Elsbett

Двигатель Elsbett —  дизельный двигатель с прямым впрыском, сконструированный для работы на чистом растительном масле, мощность которого составляет 89 л.с. Этот двигатель известен как «двигатель Элко» («Elco engine», Elco — «Elsbett Konstruktion») и был изобретен Людвигом Элсбеттом.
Двигатель имеет высокий КПД, так как его конструкция минимизирует потери энергии на теплоотвод вследствие того, что масло используется и как топливо, и как охладитель. Водяное охлаждение блока двигателя не требуется, охлаждение блока цилиндров осуществляется топливным маслом, однако радиатор для охлаждения смазывающего масла всё же необходим для данной конструкции. Данный двигатель был на 25 % экономичнее по топливу, нежели самые современные конструкции в 1980-х годах. Несколько революционных усовершенствований были достигнуты в разработке данной конструкции двигателя, такие как новая поршневая конструкция и процесс горения топлива.
В поршнях двигателя Elsbett есть глубокая ёмкость, у которой есть небольшой выступ. Основное различие в том, что заправленное топливо впрыскивается по принципу «наилучшее смешивание с воздухом» и воспламеняется в пределах горячего воздуха, не контактируя со стенами камеры сгорания, что необходимо для нормальной работы двигателей других конструкций.
Технология была принята на вооружение некоторыми компаниями в прежнем Советском Союзе и компанией Grupo Garavello, обанкротившейся при проведении иных деловых операций. Сейчас в компании Elsbett ведутся разработки двигателей, работающих на специализированном мультитопливе. Также компания теперь продает комплекты для перевода существующих дизельных двигателей на питание растительным маслом.
Elsbett AG базируется в Тальмессинг, Бавария, Германия.
Важно: Растительное масло не должно быть перепутано с биодизелем, который является химически измененным растительным маслом.
Сведения из истории:
Первое время фирма занималась совершенствованием и переводом на свой цикл "Дуотермик" уже серийно выпускаемых дизелей (с заменой их поршневой группы, головки цилиндров и топливоподающей аппаратуры на узлы собственной разработки). Потом, накопив соответствующий опыт, к концу 70-х годов разработала двигатель собственной, полностью оригинальной конструкции. В его основу легли едва ли не десятки патентов, увязанных в единые логические цепочки, обеспечившие этому турбодизелю просто исключительные показатели. Этот маленький трехцилиндровый дизель "Элко" модели 3.82.92Т (через точку зашифрованы число цилиндров/ диаметр цилиндра/ ход поршня и наличие турбонаддува) рабочим объемом 1,45 л. при весе 137-140 кг и весьма компактных размерах выдавал в зависимости от настройки топливоподающей аппаратуры 82-95 л.с. при 4500 об/мин и 15-16 кгм крутящего момента при 3000 об/мин, при минимальных расходах топлива в пределах 150-160 г/л.с.ч по нагрузочной характеристике, весьма умеренном уровне шума и удовлетворении всем действующим нормам токсичности. Подобные удельные показатели, конечно, уже достигнуты некоторыми современными серийными дизелями, устанавливаемыми на легковушки, но тот-то дизелек появился более 20 лет назад! И при этом оказался вполне доведенным (и доводимым), демонстрируя поистине немецкую надежность. С ним легковушки настолько же улучшали свои экономические показатели по сравнению с тогдашними вихрекамерными дизелями, насколько сами эти дизели были экономичнее бензиновых двигателей. При этом он действительно мог использовать в качестве топлива любую солярку, в том числе с содержанием бензина до 20 % (движок в принципе может работать и на чистом бензине, но при этом требует доработки конструкции с целью исключения образования паровых пробок в топливных магистралях и введения принудительной смазки топливоподающей аппаратуры), керосин, котельное топливо (пока оно еще жидкое), а также практически любые растительные масла, включая нерафинированные, вплоть до прогорклого и отработанного фритюрного, а также смеси всего этого в любых пропорциях. Что любопытно - при единой настройке топливоподающей аппаратуры эффективные показатели двигателя при работе на солярке и растительном масле действительно очень близки, а токсичность выхлопа на растительном масле - даже заметно ниже, на что (по результатам исследований) положительно влияло наличие в его составе уже химически связанного кислорода и полное отсутствие серы.
В 1990 году на «Эко-ралли» Москва-Рига шедший вне зачета автомобиль «Москвич-2141» без особого напряжения «привез» рекордно низкий расход топлива в 2,69 л/100 км (официальный призёр на малолитражке израсходовал более 3 л/100 км пробега). Секрет этого результата состоял в том, что этот автомобиль был оборудован лицензионным дизелем «Элко», массовое производство которого предполагалось в максимально короткие сроки развернуть по конверсии на Курганмашзаводе (известном производителе не только прицепов к легковушкам, но и новейшей на тот момент БМП-3).